# Les Hortasses
Les Hortasses és una urbanització del municipi de la Riba, a la comarca de l'Alt Camp. La urbanització se situa a l'oest del cap de municipi, al nord del terme municipal. La carretera TV-7044 és la seva principal via de comunicació.